# 日曜はダメ!!
『日曜はダメ!!』（にちようはダメ）は、『今夜は最高!』の休止期間中であった1982年4月10日から同年8月28日に日本テレビほかで放送された桃井かおり司会の音楽バラエティ番組（つなぎ番組）。パイオニアの一社提供。ステレオ放送。放送時間は毎週土曜日 23:00 - 23:30 (JST) 。

## 概要
「今夜は最高！」休止期間の繋ぎ番組。毎回テーマに沿ったコントが展開された。ロックンロール特集など。

## 出演者
- 桃井かおり（司会）
- ダークダックス
- 所ジョージ
- 小松政夫
- 松金よね子 他

## スタッフ
- 構成：伊集院静、高平哲郎
- 音楽：鈴木宏昌、石田勝範
- 振付：西条満
- 美術：田原英二、山浦俊二
- タイトルデザイン：平野甲賀
- スタイリスト：小林美奈子
- ヘアメイク：角真理子
- 技術：安波次夫
- カメラ：佐藤公則
- 照明：赤司彰三
- 音声：松本晃
- オーディオコーディネーター：島飼弘昌
- 調整：鈴木利之
- 音楽効果：小川彦一
- 担当：吉野洋、棚次隆
- プロデューサー：五歩一勇
- 制作：中村公一
- 制作協力：田辺エージェンシー
- 製作著作：日本テレビ

## ネット局
※太字は同時ネット局
- 日本テレビ（製作局）
- 札幌テレビ
- 青森放送
- テレビ岩手
- ミヤギテレビ
- 山形放送
- 福島中央テレビ
- テレビ新潟
- テレビ信州
- 山梨放送
- 北日本放送
- 石川テレビ
- 福井放送
- 静岡第一テレビ
- 中京テレビ
- 読売テレビ
- 日本海テレビ
- 広島テレビ
- 山口放送
- 四国放送
- 西日本放送
- 南海放送
- 高知放送
- 福岡放送
- 熊本県民テレビ
- テレビ大分
- テレビ宮崎
- 鹿児島テレビ
- 沖縄テレビ

| 日本テレビ系列 土曜23時台 パイオニア一社提供枠 | 日本テレビ系列 土曜23時台 パイオニア一社提供枠 | 日本テレビ系列 土曜23時台 パイオニア一社提供枠 |
| 前番組                                         | 番組名                                         | 次番組                                         |
| ---------------------------------------------- | ---------------------------------------------- | ---------------------------------------------- |
| 今夜は最高! 【第1期】 （1981.4.4 - 1982.4.3）  | 日曜はダメ!! （1982.4.10 - 1982.8.28）         | 今夜は最高! 【第2期】 （1982.9.4 - 1989.10.7） |